# Чарлс Армстронг (веслач)
Чарлс Армстронг (енгл. Charles Armstrong; Филаделфија, 23. октобар 1881 — непознато) је бивши амерички веслач, освајач златне медаље на Летњим олимпијским играма 1904. у Сент Луису.
Члан је Веслакгог клуба Веспер из Филаделфије
На играма 1904. Армстронг је учествовао само у такмичењима осмераца. Био је пети веслач у посади. Његов тим је на стази дугој 1,5 миљу (2.414 м) заузео прво место са временом од 7:50,0 минута.
Пошто су се резултати овог такмичења рачунали и као национално првенство, Армстронг је освојио и првенства САД за 1904. годину.